# Saint-Lambert (Ardennes)
Saint-Lambert est une localité de Saint-Lambert-et-Mont-de-Jeux et une ancienne commune française, située dans le département des Ardennes en région Grand Est.

## Histoire
Elle fusionne avec Mont-de-Jeux, en 1828, pour former la commune de Saint-Lambert-et-Mont-de-Jeux ; c'est, aujourd'hui, le chef-lieu de cette commune.

## Politique et administration
| Période                                  | Période | Identité | Étiquette | Qualité |
| ---------------------------------------- | ------- | -------- | --------- | ------- |
| Les données manquantes sont à compléter. |         |          |           |         |
|                                          |         |          |           |         |

## Démographie
| 1793 | 1800 | 1806 | 1821 |
| ---- | ---- | ---- | ---- |
| 540  | 361  | 364  | 493  |

Histogramme

(élaboration graphique par Wikipédia)